# Anduze
Anduze település Franciaországban, Gard megyében. Lakosainak száma 3322 fő (2022. január 1.). Anduze Boisset-et-Gaujac, Générargues, Tornac és Thoiras-Corbès községekkel határos.

## Népesség
A település népességének változása:
| Lakosok száma | 3027 | 2787 | 2913 | 3262 | 3377 | 3461 | 3436 | 3327 | 3335 | 3322 |
|               | 1968 | 1982 | 1990 | 2006 | 2013 | 2015 | 2017 | 2019 | 2020 | 2022 |